# Smart Alec (pel·lícula estatunidenca de 1951)
Smart Alec, aka Smart Aleck, és una pel·lícula pornogràfica de 1951. El curtmetratge mut que no té més de 20 minuts de durada i es va rodar en blanc i negre, va ser un dels més famosos i de més difusió del primer era del porno underground. S'ha anomenat "iconogràfica", "la més coneguda de totes les stag film estatunidenques", i l'"apogeu de la tradició del stag film estatunidenc".
L'actriu principal, aleshores coneguda com a Juanita Slusher, una jove corpulenta de 16 anys que semblava substancialment més gran, més tard va passar a ser la stripper Candy Barr. En aquell moment, Barr treballava com a prostituta i un dels seus clients la va obligar a aparèixer a la pel·lícula. Aleshores es rumorejava que l'home era Gary Crosby, fill de Bing Crosby. Va ser rodada en un hotel de Dallas, que va ser l'escenari de diversos altres curtmetratges pornogràfics de l'època. Altres fonts, com Internet Movie Database, informen que la pel·lícula es va rodar a San Antonio i que la jove Juanita va ser convençuda a aparèixer-hi per un mecenes d'un club de striptease de Dallas on treballava com a Cigarette girl i tenia relacions sexuals amb generoses propines.
La pròpia Barr va dir a una revista masculina que va fer la pel·lícula perquè estava arruïnada i tenia gana. "Vaig anar a l'adreça que em va donar un amic. L'home darrere de l'escriptori em va mirar. Em va dir que tenia una gran figura. Després va explicar que volia que actués en una pel·lícula arriscada. Després va obrir la cartera i va comptar un munt de bitllets de deu dòlars. Els va comptar a l'escriptori davant meu, un per un. La bossa que portava a les mans contenia exactament set cèntims. Vaig fer la pel·lícula."
La pel·lícula va fer que Barr fos anomenada "la primera estrella porno". Amb la col·laboració de Barr, l'FBI posteriorment va perseguir el productor per l'explotació d'una menor. Barr va demandar més tard Playboy quan va imprimir una imatge de la pel·lícula. Luke Ford, el columnista de xafarderies que va escriure A History of X: 100 Years of Sex in Film, va dir de la pel·lícula Va arruïnar la seva vida. Se'n va penedir tots els dies.
Només quan la meva gana havia desaparegut vaig poder pensar amb claredat. Però encara era massa jove per entendre completament el que havia fet. Barr va dir a la revista masculina: Encara estic malalta de vergonya pel que vaig fer, però quan ets (jove) i estàs sol i el teu interior plora per menjar, no sempre pots esbrinar el bé del mal.
La pel·lícula s'inclou en moltes recopilacions de pel·lícules pornogràfiques històriques. Smart Alec va ser una de les pel·lícules que apareixen a A History of the Blue Movie d'Alex De Renzy el 1970. Posteriorment va aparèixer en vídeo sota el títol Smokers of the Past, Vol. 1.

## Sinopsi
Un venedor viatjant coneix una bella noia (Barr) a la piscina d'un motel i la recull. Van a la seva habitació a prendre una copa i passar una bona estona.
Tenen sexe. Li fa un cunnilingus, però quan vol que faci una felació ella es nega. Quan el venedor intenta obligar-la a fer l'acte sexual en contra de la seva voluntat, ella es resisteix. Salta del llit i s'enfada. Ella baixa del llit per consolar-lo, després truca a la seva xicota i li demana que vingui a unir-se a ells. L'altra jove arriba a l'habitació del motel, i allotja l'home de la manera que ell ha demanat. Quan ell posiciona la xicota en un 69 per fer-li cunnilingus ella continua felant-lo. El seu amant original s'uneix a ells i es posa a cavall de la seva cara. A continuació, realitza relacions sexuals amb la dona dominant.